# Черненко, Альберт Константинович
Альбе́рт Константи́нович Черне́нко (6 января 1935, Новосёлово, Красноярский край — 11 апреля 2009, Новосибирск) — советский и российский правовед и философ, известный специалист в области философии истории, философии права, теории государства и права и социальной философии. Доктор философских наук, доктор юридических наук, профессор.
Сын Генерального секретаря ЦК КПСС — К. У. Черненко.

## Биография
Отец Константин Устинович Черненко. Мать — Фаина Васильевна Черненко.
В 1974—1983 годах — секретарь Томского городского комитета КПСС, в 1983—1984 годах — заведующий отделом пропаганды и агитации Томского областного комитета КПСС.
В 1971 году в Академии общественных наук при ЦК КПСС защитил диссертацию на соискание учёной степени кандидата философских наук по теме «Особенности причинности в истории и диалектика её исследования».
В 1984—1992 годах — ректор Новосибирской высшей партийной школы. С мая 1992 г . — профессор кафедры, с сентября 1998 года — заведующий кафедрой теории государства и права, международного права Новосибирского юридического института (филиала) Томского государственного университета. С 1998 года по совместительству заведующий сектором общей теории государства и права Института философии и права Сибирского отделения РАН, заведующий кафедрой истории и политологии Сибирского государственного университета путей сообщения, заведующий кафедрой теории государства и права Новосибирского института экономики и менеджмента.
В 1985 году защитил диссертацию на соискание учёной степени доктора философских наук по теме «Социально-философские проблемы теории исторической причинности».
В 2006 году защитил диссертацию на соискание учёной степени доктора юридических наук по теме «Теоретико-методологические аспекты формирования правовой системы общества».
Жил в Новосибирске. В браке два сына — Владимир (1965) и Дмитрий (1972).
Похоронен в Новосибирске на Заельцовском кладбище.

Мемориальная доска в Новосибирске

Мемориальная доска А. К. Черненко установлена в Новосибирске на здании НГАХА, Красный проспект, 38.

## Научная деятельность
В советский период творчества А. К. Черненко создал теорию «исторической причинности», в которой на основе применения диалектико-материалистической методологии обосновывается многоуровневый характер причинно-следственных связей в историческом процессе, что являлось в то время существенным шагом в развитии советской методологии истории в контексте понимания исторических событий [Причинность в истории, 1983]. Причинность в истории имеет три уровня «саморазвития» в процессе научного познания: «всеобщий» (способ производства конкретной формации), «особенный» (историческая обстановка), «единичный» (действия исторических личностей).
В первой половине 90-х годов им разработана и обоснована теория «правовой технологии», в которой используется методология «социальной инженерии» (К. Поппер и др.) для конструирования социальных процессов и реформирования общественного устройства. Цель правовой технологии — создание рациональной и эффективной правовой системы с учетом многоуровневой природы причинности и системно-содержательного понимания права. В этом смысле право как социальный феномен имеет не только внешний (социальная среда), но и внутренний потенциал противоречивого «саморазвития», что позволяет рассматривать правовые явления в контексте социокультурной детерминации (на макроуровне) и самодетерминации (микроуровень). Теоретические, методологические и практические проблемы использования правовой технологии в процессе формирования рациональной и эффективной правовой системы, совершенствования законодательства и применения права основательно разработаны во второй докторской диссертации Альберта Константиновича, которая прошла успешную защиту 26 декабря 2006 г. в Москве. Основные работы этого периода: (Философия права, 1997), (Альтернативы экономического и правового развития, 2002), (Целевая составляющая и аксиологический характер правовой технологии, 2003), (Теоретико-методологические проблемы формирования правовой системы общества, 2004), (Методология познания права и государства, 2005), (Теоретико-методологические аспекты формирования правовой системы общества, автореф. дисс., 2006).

## Награды
- Заслуженный деятель науки РФ (2006).

## Научные труды

### Монографии
1. Причинность в истории. — М. : Мысль, 1983. — 204 с. ; — 5000 экз.
2. Философия права / Том. гос. ун-т, Новосиб. юрид. фак. — Новосибирск : Наука. Сиб. предприятие, 1997. — 149, [3] с. — 500 экз. — ISBN 5-02-031759-4.
3. Философия права / Том. гос. ун-т. Новосиб. юрид. фак. — 2-е изд. — Новосибирск : Наука. Сиб. предприятие РАН, 1998. — 149,[3] с. — 1000 экз. — ISBN 5-02-031759-4.
4. Целевая составляющая и аксиологические основания правовой технологии : Соц.-филос. аспект / А. К. Черненко, В. В. Бобров ; Рос. акад. наук, Сиб. отд-ние, Ин-т философии и права. — Новосибирск : Изд-во ГЦРО, 2003. — 231,[1] с. — 500 экз. — ISBN 5-93889-021-7.
5. Теоретико-методологические проблемы формирования правовой системы общества = Theoretical-methodological problems of the society legal system formation / А. К. Черненко; [Рос. акад. наук, Сиб. отд-ние, Ин-т философии и права, М-во образования и науки Рос. Федерации, Новосиб. юрид. ин-т Том. гос. ун-та]. — Новосибирск : Наука, 2004. — 289, [7] с. Авт. также на англ. яз.: Albert K. Chernenko. — Рез. на англ. яз. — 1000 экз. — ISBN 5-02-032330-6 (в пер.).

### Научная редакция
1. Ускорение научно-технического прогресса : Пробл. социал. управления : Сб. науч. тр. / АН СССР, Сиб. отд-ние, Ин-т истории, филологии и философии, Новосиб. высш. парт. шк. ; Отв. ред. А. К. Черненко, В. В. Королев. — Новосибирск : Наука. Сиб. отд-ние, 1989. — 156, [3] с. — 3000 экз. — ISBN 5-02-029435-7.
2. Современные проблемы юридической науки / Том. гос. ун-т, Новосиб. юрид. ин-т (филиал); [Под ред. А. К. Черненко]. — Томск : Изд-во Том. ун-та, 2000. — 239, [3] с. — 500 экз. — ISBN 5-7511-1256-3